# بوشولت (بلژیک)
شهر بوشولت (به فرانسوی: Bocholt) در شهرستان مزک در استان لمبورگ در منطقه فلاندری در کشور بلژیک واقع شده‌است.